# FIBA AmeriCup femenina de 2023
La  IV FIBA AmeriCup Femenina de 2023 fue la 17.ª edición del campeonato de selecciones nacionales femeninas de baloncesto del continente americano. Se disputó del 1 al 9 de julio en el Domo de la Feria de la ciudad de León, Guanajuato en México.
Los siete mejores equipos clasificaron a los Juegos Panamericanos de 2023. Los equipos que finalizaron en las dos primeras posiciones garantizaron un lugar al Torneo Preolímpico femenino FIBA 2024 para los Juegos Olímpicos de París 2024 y los que quedaron del puesto 3 al 6 jugarán en el Torneo Preolímpico Femenino FIBA de las Américas 2023 de donde saldrán dos equipos más al Torneo Preolímpico femenino FIBA 2024.

## Clasificación
Los equipos se clasificaron a la AmeriCup de la siguiente forma: los equipos de la zona norteamericana recibieron entrada automática en representación de su región, tres selecciones centroamericanas clasificaron a través del Centrobasket Femenino 2022, y cuatro selecciones sudamericanas clasificaron a través del Campeonato Sudamericano de Baloncesto Femenino de 2022.
| Norteamérica                             | Centroamérica y el Caribe                           | Sudamérica                          |
| ---------------------------------------- | --------------------------------------------------- | ----------------------------------- |
| Canadá Estados Unidos (campeón defensor) | Cuba México (sede) Puerto Rico República Dominicana | Argentina Brasil Colombia Venezuela |

## Sorteo
El sorteo de grupos se realizó el 10 de mayo en la ciudad de Miami, Florida en Estados Unidos.
| Grupo A        | Grupo B              |
| -------------- | -------------------- |
| Argentina      | Canadá               |
| Brasil         | Puerto Rico          |
| Venezuela      | República Dominicana |
| Estados Unidos | México               |
| Cuba           | Colombia             |

## Primera fase

### Grupo A
| Pos. | Equipo         | PJ | G | P | PF  | PC  | DP   | Pts | QF           |
| ---- | -------------- | -- | - | - | --- | --- | ---- | --- | ------------ |
| 1    | Brasil         | 4  | 4 | 0 | 305 | 238 | +67  | 8   | Segunda fase |
| 2    | Estados Unidos | 4  | 3 | 1 | 305 | 221 | +84  | 7   | Segunda fase |
| 3    | Venezuela      | 4  | 1 | 3 | 292 | 313 | −21  | 5   | Segunda fase |
| 4    | Argentina      | 4  | 1 | 3 | 232 | 243 | −11  | 5   | Segunda fase |
| 5    | Cuba           | 4  | 1 | 3 | 248 | 367 | −119 | 5   |              |

 Fuente: FIBA
Criterios de clasificación: 1) Puntos; 2) Enfrentamientos directos; 3) Diferencia global de puntos; 4) Puntos anotados.
Notas:
1. 1 2 3  Venezuela: 1–1 (3 pts.), +19 DP; Argentina: 1–1 (3 pts.), -1 DP; Cuba: 1–1 (3 pts.), -18 DP

Los horarios corresponde al huso horario de León, UTC–6.
Jornada 1
| 1 de julio | Brasil                                                                             | 92–53                                | Cuba                                                                                   | León                                                                                        |  |
| 12:10      | Parciales: 29–14, 20–17, 19–16, 24–6                                               | Parciales: 29–14, 20–17, 19–16, 24–6 | Parciales: 29–14, 20–17, 19–16, 24–6                                                   |                                                                                             |  |
|            | Estadísticas Sassá Gonçalves 16 Kamilla Soares 8 Alana Gonçalo 7 Kamilla Soares 23 | Reporte Pts Reb Asts Val             | Estadísticas 13 Yamara Amargo 10 Nahomis Vargas 2 N. Vargas, E. Armentero 13 N. Vargas | Pabellón: Domo de la Feria Árbitros: Roberto Fernández Carmelo de la Rosa Kelsey Kisilevich |  |

| 1 de julio | Estados Unidos                                                                                   | 80–54                                | Venezuela                                                                              | León                                                                            |  |
| 14:40      | Parciales: 20–5, 26–11, 20–14, 14–24                                                             | Parciales: 20–5, 26–11, 20–14, 14–24 | Parciales: 20–5, 26–11, 20–14, 14–24                                                   |                                                                                 |  |
|            | Estadísticas R. Jackson, A. Reese 11 Rayah Marshall 14 D. Kelly, R. Marshall 4 Rayah Marshall 18 | Reporte Pts Reb Asts Val             | Estadísticas 14 Daniela Wallen 4 D. Wallen, W. Pérez 7 Waleska Pérez 13 Daniela Wallen | Pabellón: Domo de la Feria Árbitros: Felipe Ibarra Norval Young Juan Valenzuela |  |

Jornada 2
| 2 de julio | Venezuela                                                                        | 76–90                                 | Brasil                                                                            | León                                                                               |  |
| 12:10      | Parciales: 18–23, 18–23, 21–15, 19–29                                            | Parciales: 18–23, 18–23, 21–15, 19–29 | Parciales: 18–23, 18–23, 21–15, 19–29                                             |                                                                                    |  |
|            | Estadísticas Daniela Wallen 20 Waleska Pérez 7 Mariana Durán 5 Daniela Wallen 18 | Reporte Pts Reb Asts Val              | Estadísticas 17 Damiris Dantas 15 Kamilla Soares 5 Tainá Paixão Kamilla Soares 33 | Pabellón: Domo de la Feria Árbitros: Alexis Mercado Kelsey Kisilevich Aline García |  |

| 2 de julio | Argentina                                                                          | 56–65                                 | Estados Unidos                                                             | León                                                                             |  |
| 14:40      | Parciales: 18–19, 11–14, 11–16, 16–16                                              | Parciales: 18–19, 11–14, 11–16, 16–16 | Parciales: 18–19, 11–14, 11–16, 16–16                                      |                                                                                  |  |
|            | Estadísticas Andrea Boquete 16 Melisa Gretter 9 Melisa Gretter 9 Melisa Gretter 21 | Reporte Pts Reb Asts Val              | Estadísticas 17 Rickea Jackson 15 Angel Reese 4 Deja Kelly 18 Lauren Betts | Pabellón: Domo de la Feria Árbitros: Felipe Ibarra José Fernández Orlando Varela |  |

Jornada 3
| 3 de julio | Cuba                                                                                    | 85–106 TE                                          | Venezuela                                                                           | León                                                                             |  |
| 12:10      | Parciales: 21–23, 21–14, 21–13, 13–26 (T.E.: 9–30)                                      | Parciales: 21–23, 21–14, 21–13, 13–26 (T.E.: 9–30) | Parciales: 21–23, 21–14, 21–13, 13–26 (T.E.: 9–30)                                  |                                                                                  |  |
|            | Estadísticas Yamara Amargo 18 Nahomis Vargas 10 Elianis Armentero 9 Isabela Jourdain 15 | Reporte Pts Reb Asts Val                           | Estadísticas 34 Daniela Wallen 12 Daniela Wallen 12 Waleska Pérez 42 Daniela Wallen | Pabellón: Domo de la Feria Árbitros: Kelsey Kisilevich Norval Young Aline García |  |

| 3 de julio | Brasil                                                                          | 56–55                               | Argentina                                                                                     | León                                                                                  |  |
| 14:40      | Parciales: 9–14, 20–12, 21–15, 6–14                                             | Parciales: 9–14, 20–12, 21–15, 6–14 | Parciales: 9–14, 20–12, 21–15, 6–14                                                           |                                                                                       |  |
|            | Estadísticas Damiris Dantas 13 Érika de Souza 10 Tainá Paixão 4 Tainá Paixão 10 | Reporte Pts Reb Asts Val            | Estadísticas 14 Andrea Boquete 7 C. Gentinetta, M. Gretter 4 Melisa Gretter 15 Andrea Boquete | Pabellón: Domo de la Feria Árbitros: Alexis Mercado Orlando Varela Carmelo de la Rosa |  |

Jornada 4
| 4 de julio | Argentina                                                                          | 63–66                                 | Cuba                                                                                    | León                                                                                |  |
| 12:10      | Parciales: 11–17, 17–13, 17–16, 18–20                                              | Parciales: 11–17, 17–13, 17–16, 18–20 | Parciales: 11–17, 17–13, 17–16, 18–20                                                   |                                                                                     |  |
|            | Estadísticas Andrea Boquete 21 Melisa Gretter 9 Melisa Gretter 7 Andrea Boquete 23 | Reporte Pts Reb Asts Val              | Estadísticas 25 Yamara Amargo 10 Nahomis Vargas 3 M. Montero, S. Tanis 16 Yamara Amargo | Pabellón: Domo de la Feria Árbitros: Carmelo de la Rosa Norval Young Alexis Mercado |  |

| 4 de julio | Estados Unidos                                                                  | 54–67                                 | Brasil                                                                         | León                                                                               |  |
| 14:40      | Parciales: 12–15, 13–20, 14–14, 15–18                                           | Parciales: 12–15, 13–20, 14–14, 15–18 | Parciales: 12–15, 13–20, 14–14, 15–18                                          |                                                                                    |  |
|            | Estadísticas Lauren Betts 11 Lauren Betts 15 Charisma Osborne 2 Lauren Betts 27 | Reporte Pts Reb Asts Val              | Estadísticas 23 Tainá Paixão 7 Érika de Souza 3 Tres jugadoras 23 Tainá Paixão | Pabellón: Domo de la Feria Árbitros: Kelsey Kisilevich José Fernández Aline García |  |

Jornada 5
| 5 de julio | Cuba                                                                                      | 44–106                               | Estados Unidos                                                                  | León                                                                             |  |
| 12:10      | Parciales: 14–27, 4–33, 10–23, 16–23                                                      | Parciales: 14–27, 4–33, 10–23, 16–23 | Parciales: 14–27, 4–33, 10–23, 16–23                                            |                                                                                  |  |
|            | Estadísticas Suanly Tanis 10 Nahomis Vargas 7 Melissa Despaigne 2 B. Claro, I. Jourdain 8 | Reporte Pts Reb Asts Val             | Estadísticas 17 Lauren Betts 14 L. Betts, A. Reese 7 Deja Kelly 32 Lauren Betts | Pabellón: Domo de la Feria Árbitros: Orlando Varela Felipe Ibarra José Fernández |  |

| 5 de julio | Venezuela                                                                                                 | 56–58                                | Argentina                                                                            | León                                                                                  |  |
| 17:40      | Parciales: 16–23, 13–12, 16–9, 11–14                                                                      | Parciales: 16–23, 13–12, 16–9, 11–14 | Parciales: 16–23, 13–12, 16–9, 11–14                                                 |                                                                                       |  |
|            | Estadísticas D. Wallen, Waleska Pérez 14 I. Márquez, D. Wallen 7 I. Márquez, M. Durán 4 Daniela Wallen 21 | Reporte Pts Reb Asts Val             | Estadísticas 16 Florencia Chagas 9 Melisa Gretter 9 Melisa Gretter 15 Melisa Gretter | Pabellón: Domo de la Feria Árbitros: Krishna Domínguez Kelsey Kisilevich Aline García |  |

### Grupo B
| Pos. | Equipo               | PJ | G | P | PF  | PC  | DP   | Pts | QF           |
| ---- | -------------------- | -- | - | - | --- | --- | ---- | --- | ------------ |
| 1    | Canadá               | 4  | 4 | 0 | 344 | 207 | +137 | 8   | Segunda fase |
| 2    | Puerto Rico          | 4  | 3 | 1 | 253 | 257 | −4   | 7   | Segunda fase |
| 3    | Colombia             | 4  | 2 | 2 | 246 | 250 | −4   | 6   | Segunda fase |
| 4    | México               | 4  | 1 | 3 | 232 | 300 | −68  | 5   | Segunda fase |
| 5    | República Dominicana | 4  | 0 | 4 | 213 | 300 | −87  | 4   |              |

 Fuente: FIBA
Criterios de clasificación: 1) Puntos; 2) Enfrentamientos directos; 3) Diferencia global de puntos; 4) Puntos anotados.
Los horarios corresponde al huso horario de León, UTC–6.
Jornada 1
| 1 de julio | Puerto Rico                                                                              | 63–62                                 | Colombia                                                                            | León                                                                             |  |
| 17:40      | Parciales: 10–19, 17–21, 22–11, 14–11                                                    | Parciales: 10–19, 17–21, 22–11, 14–11 | Parciales: 10–19, 17–21, 22–11, 14–11                                               |                                                                                  |  |
|            | Estadísticas Jazmon Gwathmey 20 Jazmon Gwathmey 8 Arella Guirantes 5 Arella Guirantes 20 | Reporte Pts Reb Asts Val              | Estadísticas 14 Jenifer Muñoz 9 Daniela González 7 C. López, M. Ríos 21 Yuliany Paz | Pabellón: Domo de la Feria Árbitros: Juan Fernández Orlando Varela Larissa Sales |  |

| 1 de julio | México                                                                       | 69–62                                 | República Dominicana                                                                   | León                                                                            |  |
| 20:40      | Parciales: 14–19, 20–11, 14–17, 21–15                                        | Parciales: 14–19, 20–11, 14–17, 21–15 | Parciales: 14–19, 20–11, 14–17, 21–15                                                  |                                                                                 |  |
|            | Estadísticas Sofía Payán 15 Claudia Ramos 7 Paola Beltrán 8 Claudia Ramos 19 | Reporte Pts Reb Asts Val              | Estadísticas 18 Esmery Martínez 9 Esmery Martínez 4 Esmery Martínez 25 Esmery Martínez | Pabellón: Domo de la Feria Árbitros: Ashley Gloss Fernando Leite Franco Anselmo |  |

Jornada 2
| 2 de julio | República Dominicana                                                                             | 47–73                                | Puerto Rico                                                                               | León                                                                             |  |
| 17:40      | Parciales: 11–22, 13–17, 15–14, 8–20                                                             | Parciales: 11–22, 13–17, 15–14, 8–20 | Parciales: 11–22, 13–17, 15–14, 8–20                                                      |                                                                                  |  |
|            | Estadísticas Cesarina Capellán 12 Hellary De Los Santos 8 Yenifer Jiménez 5 Cesarina Capellán 14 | Reporte Pts Reb Asts Val             | Estadísticas 16 Arella Guirantes 13 Mya Hollingshed 4 Arella Guirantes 17 Mya Hollingshed | Pabellón: Domo de la Feria Árbitros: Juan Fernández Larissa Sales Franco Anselmo |  |

| 2 de julio | Canadá                                                                          | 83–57                                | México                                                                                | León                                                                           |  |
| 20:10      | Parciales: 23–7, 11–14, 27–14, 22–22                                            | Parciales: 23–7, 11–14, 27–14, 22–22 | Parciales: 23–7, 11–14, 27–14, 22–22                                                  |                                                                                |  |
|            | Estadísticas Shay Colley 19 Kayla Alexander 18 Shay Colley 4 Kayla Alexander 21 | Reporte Pts Reb Asts Val             | Estadísticas 10 Sofía Payán 6 J. Luna, C. Ramos 3 Katia Gallegos 13 J. Luna, C. Ramos | Pabellón: Domo de la Feria Árbitros: Ashley Gloss Fernando Leite Micaela Prado |  |

Jornada 3
| 3 de julio | Colombia                                                                        | 70–56                                | República Dominicana                                                                          | León                                                                             |  |
| 17:40      | Parciales: 14–7, 25–13, 13–14, 18–22                                            | Parciales: 14–7, 25–13, 13–14, 18–22 | Parciales: 14–7, 25–13, 13–14, 18–22                                                          |                                                                                  |  |
|            | Estadísticas Jenifer Muñoz 23 Yuliany Paz 9 M. Martínez, J. Muñoz 4 J. Muñoz 22 | Reporte Pts Reb Asts Val             | Estadísticas 14 Cesarina Capellán 8 Ángela Jiménez 4 Génesis Evangelista 13 Cesarina Capellán | Pabellón: Domo de la Feria Árbitros: Ashley Gloss Larissa Sales Leydys Castellón |  |

| 3 de julio | Puerto Rico                                                                                          | 47–84                                | Canadá                                                                                        | León                                                                              |  |
| 20:10      | Parciales: 16–19, 12–15, 14–25, 5–25                                                                 | Parciales: 16–19, 12–15, 14–25, 5–25 | Parciales: 16–19, 12–15, 14–25, 5–25                                                          |                                                                                   |  |
|            | Estadísticas J. O'Neill, M. Hollingshed 10 Mya Hollingshed 8 Trinity San Antonio 5 Mya Hollingshed 7 | Reporte Pts Reb Asts Val             | Estadísticas 14 Aaliyah Edwards 13 Kayla Alexander 5 S. Colley, A. Edwards 21 Kayla Alexander | Pabellón: Domo de la Feria Árbitros: Juan Fernández Fernando Leite Franco Anselmo |  |

Jornada 4
| 4 de julio | Canadá                                                                                      | 89–55                                | Colombia                                                                              | León                                                                              |  |
| 17:40      | Parciales: 22–14, 25–19, 23–9, 19–13                                                        | Parciales: 22–14, 25–19, 23–9, 19–13 | Parciales: 22–14, 25–19, 23–9, 19–13                                                  |                                                                                   |  |
|            | Estadísticas Nirra Fields 15 Kayla Alexander 10 C. Prosper, A. Edwards 4 Kayla Alexander 16 | Reporte Pts Reb Asts Val             | Estadísticas 22 Esperanza Delgado 9 Yuliany Paz 3 Carolina López 16 Esperanza Delgado | Pabellón: Domo de la Feria Árbitros: Juan Fernández Ashley Gloss Leydys Castellón |  |

| 4 de julio | México                                                                           | 64–70                                | Puerto Rico                                                                                 | León                                                                            |  |
| 20:10      | Parciales: 15–17, 17–17, 23–17, 9–19                                             | Parciales: 15–17, 17–17, 23–17, 9–19 | Parciales: 15–17, 17–17, 23–17, 9–19                                                        |                                                                                 |  |
|            | Estadísticas Claudia Ramos 18 Jacqueline Luna 7 Paola Beltrán 7 Claudia Ramos 18 | Reporte Pts Reb Asts Val             | Estadísticas 25 Arella Guirantes 10 Arella Guirantes 5 Arella Guirantes 29 Arella Guirantes | Pabellón: Domo de la Feria Árbitros: Orlando Varela Felipe Ibarra Micaela Prado |  |

Jornada 5
| 5 de julio | República Dominicana                                                                                           | 48–88                                | Canadá                                                                                   | León                                                                          |  |
| 14:40      | Parciales: 7–22, 18–19, 10–23, 13–24                                                                           | Parciales: 7–22, 18–19, 10–23, 13–24 | Parciales: 7–22, 18–19, 10–23, 13–24                                                     |                                                                               |  |
|            | Estadísticas Yenifer Jiménez 13 Hellary De Los Santos 5 Hellary De Los Santos 3 Y. Jiménez, H. De Los Santos 8 | Reporte Pts Reb Asts Val             | Estadísticas 13 Cassandre Prosper 11 Kayla Alexander 4 Tres jugadoras 19 Kayla Alexander | Pabellón: Domo de la Feria Árbitros: Ashley Gloss Micaela Prado Larissa Sales |  |

| 5 de julio | Colombia                                                                         | 59–42                               | México                                                                         | León                                                                                |  |
| 20:10      | Parciales: 9-13, 17-13, 20-6, 13-10                                              | Parciales: 9-13, 17-13, 20-6, 13-10 | Parciales: 9-13, 17-13, 20-6, 13-10                                            |                                                                                     |  |
|            | Estadísticas Jenifer Muñoz 17 J. Muñoz, Y. Paz 8 Manuela Ríos 5 Jenifer Muñoz 18 | Reporte Pts Reb Asts Val            | Estadísticas 12 Paola Beltrán 7 Claudia Ramos 5 Claudia Ramos 11 Paola Beltrán | Pabellón: Domo de la Feria Árbitros: Fernando Leite Franco Anselmo Leydys Castellón |  |

## Segunda fase
|  | Cuartos de final | Cuartos de final | Cuartos de final |                |        | Semifinales | Semifinales | Semifinales |             |               | Final         | Final         | Final      |  |
|  | 7 de julio       | 7 de julio       | 7 de julio       |                |        | 8 de julio  | 8 de julio  | 8 de julio  |             |               | 9 de julio    | 9 de julio    | 9 de julio |  |
|  |                  |                  |                  |                |        |             |             |             |             |               |               |               |            |  |
|  |                  |                  |                  |                |        |             |             |             |             |               |               |               |            |  |
|  | A1               | Brasil           | 83               |                |        |             |             |             |             |               |               |               |            |  |
|  | A1               | Brasil           | 83               |                |        |             |             |             |             |               |               |               |            |  |
|  | B4               | México           | 61               |                |        |             |             |             |             |               |               |               |            |  |
|  | B4               | México           | 61               |                | Brasil | Brasil      | 85          |             |             |               |               |               |            |  |
|  |                  |                  |                  |                | Brasil | Brasil      | 85          |             |             |               |               |               |            |  |
|  |                  |                  | Puerto Rico      | Puerto Rico    | 74     |             |             |             |             |               |               |               |            |  |
|  | B2               | Puerto Rico      | Puerto Rico      | Puerto Rico    | 74     | 89          |             |             |             |               |               |               |            |  |
|  | B2               | Puerto Rico      |                  |                |        |             |             |             |             |               |               |               |            |  |
|  | A3               | Venezuela        | 86               |                |        |             |             |             |             |               |               |               |            |  |
|  | A3               | Venezuela        | 86               |                |        |             |             |             |             | Brasil        | Brasil        | 69            |            |  |
|  |                  |                  |                  |                |        |             |             |             |             | Brasil        | Brasil        | 69            |            |  |
|  |                  |                  | Estados Unidos   | Estados Unidos | 58     |             |             |             |             |               |               |               |            |  |
|  | B1               | Canadá           | Estados Unidos   | Estados Unidos | 58     | 68          |             |             |             |               |               |               |            |  |
|  | B1               | Canadá           |                  |                |        |             |             |             |             |               |               |               |            |  |
|  | A4               | Argentina        | 60               |                |        |             |             |             |             |               |               |               |            |  |
|  | A4               | Argentina        | 60               |                | Canadá | Canadá      | 63          |             |             | Tercer puesto | Tercer puesto | Tercer puesto |            |  |
|  |                  |                  |                  |                | Canadá | Canadá      | 63          |             |             | Tercer puesto | Tercer puesto | Tercer puesto |            |  |
|  |                  |                  | Estados Unidos   | Estados Unidos | 67     |             |             |             |             |               |               |               |            |  |
|  | A2               | Estados Unidos   | Estados Unidos   | Estados Unidos | 67     | 68          |             |             | Puerto Rico | Puerto Rico   | 73            |               |            |  |
|  | A2               | Estados Unidos   |                  |                |        |             |             |             | Puerto Rico | Puerto Rico   | 73            |               |            |  |
|  | B3               | Colombia         | 49               |                |        |             |             |             |             |               | Canadá        | Canadá        | 80         |  |
|  | B3               | Colombia         | 49               |                |        |             |             |             |             |               | Canadá        | Canadá        | 80         |  |
|  |                  |                  |                  |                |        |             |             |             |             |               |               |               |            |  |

### Cuartos de final
| 7 de julio, 12:10 | Estados Unidos                                                 | 68–49                | Colombia                                                   | León                                                                            |  |
|                   | Parciales: 23-11, 20-18, 10-12, 15-8                           |                      |                                                            |                                                                                 |  |
|                   | Estadísticas Lauren Betts 16 Angel Reese 18 Charisma Osborne 4 | Reporte Pts Reb Asts | Estadísticas 12 Manuela Ríos 8 Manuela Ríos 6 Manuela Ríos | Pabellón: Domo de la Feria Árbitros: Fernando Leite José Fernández Aline García |  |

| 7 de julio, 14:40 | Puerto Rico                                                          | 89–86                | Venezuela                                                       | León                                                                               |  |
|                   | Parciales: 22-17, 22-18, 20-23, 15-21 (T.E.: 10-7)                   |                      |                                                                 |                                                                                    |  |
|                   | Estadísticas Arella Guirantes 29 Arella Guirantes 8 Tres jugadoras 3 | Reporte Pts Reb Asts | Estadísticas 24 Mariana Durán 10 Daniela Wallen 5 Waleska Pérez | Pabellón: Domo de la Feria Árbitros: Kristian Páez Kelsey Kisilevich Felipe Ibarra |  |

| 7 de julio, 17:40 | Canadá                                                        | 68–60                | Argentina                                                           | León                                                                                |  |
|                   | Parciales: 18-20, 20-10, 16-21, 14-9                          |                      |                                                                     |                                                                                     |  |
|                   | Estadísticas Niarra Fields 22 Aaliyah Edwards 16 Shay Colley7 | Reporte Pts Reb Asts | Estadísticas 12 Julieta Mungo 6 Florencia Chagas 3 Florencia Chagas | Pabellón: Domo de la Feria Árbitros: Daniel García Krishna Domínguez Orlando Varela |  |

| 7 de julio, 20:10 | Brasil                                                        | 83–61                | México                                                                   | León                                                                               |  |
|                   | Parciales: 19-18, 19-15, 23-8, 22-20                          |                      |                                                                          |                                                                                    |  |
|                   | Estadísticas Rapha Monteiro 14 Tainá Paixao 13 Tainá Paixao 4 | Reporte Pts Reb Asts | Estadísticas 12 J. Luna, K. Gallegos 8 C. Ramos, M. Lara 6 Hazel Ramírez | Pabellón: Domo de la Feria Árbitros: Juan Fernández Micaela Prado Leydys Castellón |  |

### Semifinales
| 8 de julio, 17:40 | Brasil                                                           | 85–74                | Puerto Rico                                                                            | León                                                                                |  |
|                   | Parciales: 16-22, 23-20, 23-18, 23-14                            |                      |                                                                                        |                                                                                     |  |
|                   | Estadísticas Damiris Dantas 24 Tres jugadoras 5 Tres jugadoras 4 | Reporte Pts Reb Asts | Estadísticas 22 Arella Guirantes 5 J. O'Neill, A. Guirantes 4 J. O'Neill, A. Guirantes | Pabellón: Domo de la Feria Árbitros: Daniel García Krishna Domínguez Orlando Varela |  |

| 8 de julio, 20:10 | Canadá                                                                     | 63–67                | Estados Unidos                                              | León                                                                             |  |
|                   | Parciales: 17-22, 12-17, 21-15, 13-13                                      |                      |                                                             |                                                                                  |  |
|                   | Estadísticas Kayla Alexander 17 Aaliyah Edwards 11 A. Edwards, S. Colley 3 | Reporte Pts Reb Asts | Estadísticas 12 Lauren Betts 13 Angel Reese 3 Raven Johnson | Pabellón: Domo de la Feria Árbitros: Juan Fernández Kristian Páez Franco Anselmo |  |

### Tercer puesto
| 9 de julio, 15:30 | Puerto Rico                                                           | 73–80                | Canadá                                                      | León                                                                               |  |
|                   | Parciales: 17-22, 20-16, 21-26, 15-16                                 |                      |                                                             |                                                                                    |  |
|                   | Estadísticas Arella Guirantes 27 Mya Hollingshed 8 Arella Guirantes 5 | Reporte Pts Reb Asts | Estadísticas 19 Nirra Fields 19 Kayla Alexander 5 Sami Hill | Pabellón: Domo de la Feria Árbitros: Krishna Domínguez Felipe Ibarra Micaela Prado |  |

### Final
| 9 de julio, 18:30 | Brasil                                                          | 69–58                | Estados Unidos                                                    | León                                                                                |  |
|                   | Parciales: 14-16, 21-21, 25-10, 9-11                            |                      |                                                                   |                                                                                     |  |
|                   | Estadísticas Kamilla Soares 20 Kamilla Soares 11 Tainá Paixao 5 | Reporte Pts Reb Asts | Estadísticas 22 Rickea Jackson 11 Lauren Betts 4 Charisma Osborne | Pabellón: Domo de la Feria Árbitros: Daniel García Juan Fernández Kelsey Kisilevich |  |

|                           |
| Bandera de Brasil         |
| Campeón Brasil 6.º título |

## Distinciones
| Categoría                  | Ganadora |
| -------------------------- | --- |
| Jugadora Más Valiosa (MVP) | Kamilla Soares |
| Quinteto ideal             | Arella Guirantes (Base) Rickea Jackson (Escolta) Damiris Dantas (Alera) Kayla Alexander (Ala-Pívot) Kamilla Soares (Pívot) |

## Posiciones finales
| Pos.              | Equipo               | Pts | G-P | PF  | PC  | Dif. |
| ----------------- | -------------------- | --- | --- | --- | --- | ---- |
| Medalla de oro    | Brasil               | 14  | 7−0 | 542 | 431 | +111 |
| Medalla de plata  | Estados Unidos       | 12  | 5−2 | 498 | 402 | +96  |
| Medalla de bronce | Canadá               | 13  | 6−1 | 555 | 407 | +148 |
| 4.º               | Puerto Rico          | 11  | 4−3 | 489 | 508 | −19  |
| 5.º               | Colombia             | 7   | 2−3 | 295 | 318 | −23  |
| 6.º               | Venezuela            | 6   | 1−4 | 378 | 402 | −24  |
| 7.º               | Argentina            | 6   | 1−4 | 292 | 311 | −19  |
| 8.º               | México               | 6   | 1−4 | 293 | 357 | −64  |
| 9.º               | Cuba                 | 5   | 1−3 | 248 | 367 | −119 |
| 10.º              | República Dominicana | 4   | 0−4 | 213 | 300 | −87  |

## Clasificadas a Torneo Preolímpico femenino FIBA 2024[3]y a Juegos Panamericanos 2023
| Brasil | Estados Unidos |

## Clasificadas a Torneo Preolímpico femenino FIBA de las Américas 2023 y a Juegos Panamericanos 2023
| Canadá | Colombia | Puerto Rico | Venezuela |

## Clasificadas a Juegos Panamericanos 2023
| Argentina |